# Reed Waller
Reed Waller é um autor e desenhista de histórias em quadrinhos americanas. Foi indicada ao Eisner Award em 1989 por seu trabalho ao lado de Kate Worley na série Omaha the Cat Dancer. A série foi ainda indicada em 1989 às categorias de "Melhor Série" e de "Melhor Série em Preto-e-Branco". 
Em 1991 a série recebeu uma indicação, na categoria "Melhor Série em Preto-e-Branco". No mesmo ano Waller seria diagnosticado com câncer colorretal. O especial Images of Omaha foi publicado com o objetivo de ajudá-lo com as consideráveis despesas médicas.
Waller e Worley eram namorados no início da produção de Omaha. Quando o relacionamento dos dois chegou ao fim, em meados da década de 1990, tornou-se cada vez mais difícil para ambos manter a colaboração, levando a um hiato na publicação da série a partir de 1995. Worley posteriormente se casaria com o também escritor James Vance, com quem teria dois filhos. O casamento de Worley e Vance durou dez anos, até que ela faleceu em virtude de um câncer no pulmão em 2004. Após sua morte, Vance editou e completou, junto a Waller, a conclusão de Omaha.